# Ґодзілла проти Біолланте
«Ґодзілла проти Біолланте» (яп. ゴジラVSビオランテ, Ґодзіра тай Біоранте, англ. Godzilla vs. Biollante) — японський науково-фантастичний токусацу кайдзю-фільм 1989 року, знятий режисером Кадзукі Оморі, сімнадцятий про динозавроподібного ящера Ґодзіллу та другий в серії Хейсей. У Японії фільм вийшов у прокат 16 грудня 1989 року. При бюджеті фільму ¥700 млн (близько $5 млн) збори від прокату склали ¥1,040 млрд ($7 млн).

## Сюжет

### Передісторія
Фільм розпочинається з показу моментів останньої появи Ґодзілли. Спустошивши Токіо, Ґодзілла йде та потрапляє в кратер вулкана. Весь світ з полегшенням зітхає — чудовисько загинуло, залишивши, проте, свій слід: відновлювальні роботи в місті триватимуть дуже довго.

### Основний сюжет
Спільно з рятувальними роботами в Токіо ведеться пошук живих клітин Ґодзілли. Американській розвідці вдається добути серед руїн живу тканину, але секретному завданню заважає якийсь одинак. Він краде клітини та відвозить їх кудись у Західну Азію (вигадана держава Сарадія), для використання, як виявляється, для мирних цілей: впровадити клітини Ґодзілли цінним сортам рослин, щоб зробити їх стійкішими до суворого клімату. Ця робота доручена японському генетикові Сірагамі. Він починає роботу, але одного разу в його лабораторії відбувається вибух, і гине його донька Еріка. Засмучений тим, що сталося, Сірагамі від'їжджає в Японію, але не залишає роботу над проєктом.
Проходить п'ять років, Сірагамі вирощує гібрид, отриманий схрещенням клітин Ґодзілли і троянди. Звернувшись за допомогою до екстрасенса Мікі Саегусе, Сірагамі з'ясовує, що в цій істоті живе дух Еріки.
У цей час вчені всього світу працюють над створенням антиядерної бактерії. Отриманий зразок тимчасово віддають Сірагамі, одного разу вночі його намагаються викрасти два американські шпигуни, але на них накидається щось, схоже на рослину. Це і є Біолланте «легіон»-гібрид Ґодзілли та рослини. Уранці поліція виявляє на місці злочину загиблого шпигуна й розламану стіну. Незабаром у розташованому неподалік озері з'являється велетенська рослина, схожа на троянду, але з чіпкими коренями та помітними щелепами у величезному бутоні на верхівці. Це Біолланте, що виросла.
У цей час задіяні в пошуках антиядерної бактерії представники деякої американської корпорації погрожують підірвати бомби біля сплячого Ґодзілли, якщо їм не передадуть бактерію. Проте, в момент передачі бактерій американців вбиває агент з Сарадії, що призводить до вибуху і пробудження Ґодзілли. за обчисленнями його траєкторії руху з'ясовується, що його цікавлять атомні електростанції на узбережжі. Саегуса вирішує вирушити на перетин шляху Ґодзілли та примушує його змінити напрям своєю телепатією.
Уряд вирішує використати проти Ґодзілли унікальну зброю Супер X 2, зроблену із залишків першого Супер X, забезпечену алмазним дзеркалом, здатним відбивати потік атомної енергії, а також можливістю управління без пілотів. Також вона може стріляти ракетами. На якийсь час Ґодзіллу вдається затримати, але за непередбаченими обставинами дзеркало псується, і Супер Х 2 забирають на ремонт.
Ґодзілла виходить на сушу й прямує до озера з Біолланте. Починається сутичка: Біолланте використовує свої корені із зубастими захоплювачами, але Ґодзілла спалює їх своїм променем. Отримавши серйозні поранення, Біолланте розсипається на тисячі часток і випаровується.
Ґодзілла спрямує в Осаку, там проти нього знову виставляють Супер Х, а також застосовують антиядерну бактерію. Супер Х остаточно ламається, а бактерія чомусь не діє. Монстр продовжує руйнувати все на своєму шляху, потім повертається до моря, де несподівано з хмари з активними частками з'являється Біолланте. Тепер у неї замість бутона величезна паща, схожа на крокодилячу, і вона вже може пересуватися. Після короткої сутички Ґодзілла відчуває слабкість — висока температура приводить в дію антиядерну бактерію в його організмі. Втративши сили, Ґодзілла падає в океан.
На Сірагамі, що спостерігав за усім цим дійством нападає терорист, що вкрав на початку фільму клітини Ґодзілли. За ним пускається в гонитву співробітник ученого Кірісіма, та розправляється з ним.
Наприкінці фільму з океану підіймається Ґодзілла — вода охолодила його температуру. Монстр розгортається і спливає.

## Кайдзю
- Ґодзілла
- Біоланте

## У ролях
| • Кодзі Такахасі    | … | доктор Ген'їтіро Сірагамі                  |
| • Йошіко Танака     | … | Асука Окоучі                               |
| • Куніхіко Мітамура | … | Кадзухіто Кірісіма                         |
| • Мегумі Одака      | … | Мікі Саегуса                               |
| • Ясуко Савагуті    | … | Еріка Сірагамі                             |
| • Масанобу Такашима | … | майор Сьо Курокі                           |
| • Ясунорі Юге       | … | прем'єр-міністр                            |
| • Йошіко Куґа       | … | Кейко Овада, представниця прем'єр-міністра |
| • Кемпатіро Сацума  | … | Ґодзілла                                   |
| • Демон Когуре      | … | камео (грає самого себе)                   |

## Знімальна група
- Автори сценарію — Кадзукі Оморі, Сінітіро Кобаясі
- Режисер-постановник — Кадзукі Оморі
- Виконавчий продюсер — Томоюкі Танака
- Асоційований продюсер — Сього Томіяма
- Оператор — Кацухіро Като
- Композитор — Койті Суґіяма
- Художник-постановник — Сігекадзу Ікуно
- Художник по костюмах — Кендзі Кавасакі
- Художники-декоратори — Юїчіро Ендо, Масатака Кавара, Осаму Мінамізава, Акіо Таширо
- Монтаж — Мітіко Ікеда
- Підбір акторів — Тадао Танака

## Історія створення
Сценарій фільму є результатом колективної співпраці багатьох людей. Спочатку «Toho» планувала випустити фільм ще в грудні 1986 року, тому восени 1985 року організувала конкурс на сценарій фільму серед сценаристів і фанатів Ґодзілли. З 5024 заявок у фінал пройшли 10 сценаріїв, з яких по шматочках був зібраний підсумковий сценарій. Перенесення було викликане тим, що фільм «Кінг-Конг живий», який вийшов в японський кінопрокат 1986 року, викликав таку негативну реакцію, що «Toho» від гріха чимдалі вирішили відкласти виробництво. Знімання почали лише на початку серпня 1989 року та закінчили наприкінці листопада.
Спочатку, Сірагамі повинен був створити Дьюталіоса — гібрида щура і риби, з яким швидко повинен був розправитися Ґодзілла. Цей момент був замінений на битву з Супер X 2 і Біолланте. Також були додані сцени перевтілення монстра та його зв'язок з Ерікою. Також за різними нарисами сценарію було декілька варіантів кінцівки фільму — Біолланте могла померти або ж убити Ґодзіллу.

### Зарубіжний прокат фільму
На відміну від попереднього фільму «Ґодзілла проти Біолланте» не показувався в американських кінотеатрах. Після релізу фільму в Японії, кінокомпанія «Toho» показала його в Гонконзі, в дубльованому вигляді англійською мовою. Ця міжнародна версія фільму вийшла у США в 1992 році. 2012 року фільм вийшов на DVD і Blu-ray.

## Вплив фільму
- Епізод фільму є присутнім у фільмі «Марс атакує!».
- Біолланте з'являлася на екранах після своєї першої появи усього один раз — у флешбеку у фільмі «Ґодзілла проти Космічного Ґодзілли». Але вона є присутньою в іграх Super Godzilla (1993) і Godzilla: Monster War (1994).
- Доктор Сірагамі з'являється в грі Godzilla: Unleashed (2007).

## Критика
Фільм отримав загалом позитивні відгуки. На сайті Rotten Tomatoes у фільму 71 % позитивних оцінок.

## Визнання
| Нагороди та номінації фільму «Ґодзілла проти Біолланте» | Нагороди та номінації фільму «Ґодзілла проти Біолланте» | Нагороди та номінації фільму «Ґодзілла проти Біолланте» | Нагороди та номінації фільму «Ґодзілла проти Біолланте» | Нагороди та номінації фільму «Ґодзілла проти Біолланте» | Нагороди та номінації фільму «Ґодзілла проти Біолланте» |
| Рік                                                     | Кінофестиваль/кінопремія                                | Категорія/нагорода                                      | Номінант                                                | Результат                                               |                                                         |
| ------------------------------------------------------- | ------------------------------------------------------- | ------------------------------------------------------- | ------------------------------------------------------- | ------------------------------------------------------- | ------------------------------------------------------- |
| 1990                                                    | Премія «Майніті»                                        | Найкраща акторка                                        | Йошіко Танака                                           | Перемога                                                |                                                         |
| 1991                                                    | Премія Японської академії                               | Найкращий новачок року                                  | Масанобу Такашима                                       | Перемога                                                |                                                         |